# Otacilia lynx
Otacilia lynx is een spinnensoort uit de familie van de Phrurolithidae.
De wetenschappelijke naam van de soort werd in 1994 als Phrurolithus lynx gepubliceerd door Kamura.